# 可愛い嘘のカワウソ
『可愛い嘘のカワウソ』（かわいいうそのカワウソ）は、イラストレーターのLommyによる日本の漫画作品。作者のX（旧Twitter）にて発表されている。

## 概要
可愛くて憎めない嘘をつき、「なんちゃって」とおどけるカワウソの日常を描いた4コマ漫画作品である。
Lommyが自身のTwitterアカウントにたびたび動物のイラストを投稿していた中で、初めてカワウソのイラストを投稿する際に、「可愛い嘘が得意だからカワウソっていうの。なんちゃって！」といったイラストを2018年のエイプリルフール（4月1日）に合わせて投稿したことが本キャラクターのきっかけである。この1回の投稿で終わるはずが、大きな反響があったため、急遽専用のTwitterアカウントを立ち上げ、『可愛い嘘のカワウソ』の誕生となった。当初は2コマ漫画のようなイラストだったが、続けていくうちに4コマ漫画となっていった。
TwitterやLINEスタンプなどで人気を集めており、このキャラクターが使用されたTカードやクリスマスケーキも存在する。
また、ファッションセンターしまむらでは、このキャラクターが使用されたトレーナーが発売された。

## 登場キャラクター
カワウソ
可愛い嘘が得意なコツメカワウソ。プリンが大好き。語尾に「ぬん」や「だぬ」「なの」をつける。
誕生日はエイプリルフールにあわせて4月1日。
カモちゃん
カワウソの友達。台風の夜にカワウソに助けてもらって以来、一緒に暮らしている。
カモちゃんのお母さん
カモちゃんのお母さん。クリスマスに、カモちゃんとの再会を果たす。
カモちゃんの兄弟
カモちゃんを含めて4匹の兄弟である。
オコジョくん
カワウソの友達。スーパーヒーローうさぴょこが大好き。おばあちゃんと暮らしている。
くまさん
パン屋さんを営んでいる。カワウソの頼れる相談相手。
うさぎ
うさぎの女の子。
お父さんはパフェ屋さんを経営。
きつね
うさぎの友達。
はりねずみくん
　カワウソと知り合い、カモちゃんやオコジョくんとも仲良くなったが、寒さが苦手で、冬の越冬地に行く際、オコジョくんの家に住む事になった。クリスマスプレゼントにジンジャーを含む防寒着を貰い、カワウソらと雪遊びができるようになった。　　　　

## 書誌情報

### 単行本
- Lommy『可愛い嘘のカワウソ』KADOKAWA〈一般書〉、既刊7巻（2025年4月3日現在）
  1. 2019年6月28日発売[8]、ISBN 978-4-04-735687-0
  2. 2020年4月1日発売[9]、ISBN 978-4-04-736083-9
  3. 2021年4月1日発売[10]、ISBN 978-4-04-736565-0
  4. 2022年4月1日発売[11]、ISBN 978-4-04-736950-4
  5. 2023年4月1日発売[12]、ISBN 978-4-04-737409-6
  6. 2024年4月3日発売[13]、ISBN 978-4-04-737902-2
  7. 2025年4月3日発売[14]、ISBN 978-4-04-738365-4

### 関連書籍
- Lommy『ぜんぶ見つけたら天才!! 可愛い嘘のカワウソとすご〜〜〜いむずかしいまちがいさがし』KADOKAWA、2019年12月19日発売[15]、ISBN 978-4-04-604611-6
- Lommy『可愛い嘘のカワウソ絵本 かわいいうそ』KADOKAWA、2021年2月3日発売[16]、ISBN 978-4-04-736526-1